# 废物隔离示范工厂
废物隔离示范工厂（简称）是世界上第三座深地质处置工厂，位于美國新墨西哥州卡尔斯巴德城外奇华胡安沙漠地下655米处，利用當地擁有2億年穩定的鹽層地質結構，以及當地政府與居民接受核廢料贮存計畫，获权贮存各类超铀元素核废料，贮存年限为1万年。工厂自1999年起运转，整个计划预计会花费19亿美元。